# Карта Мао Куня

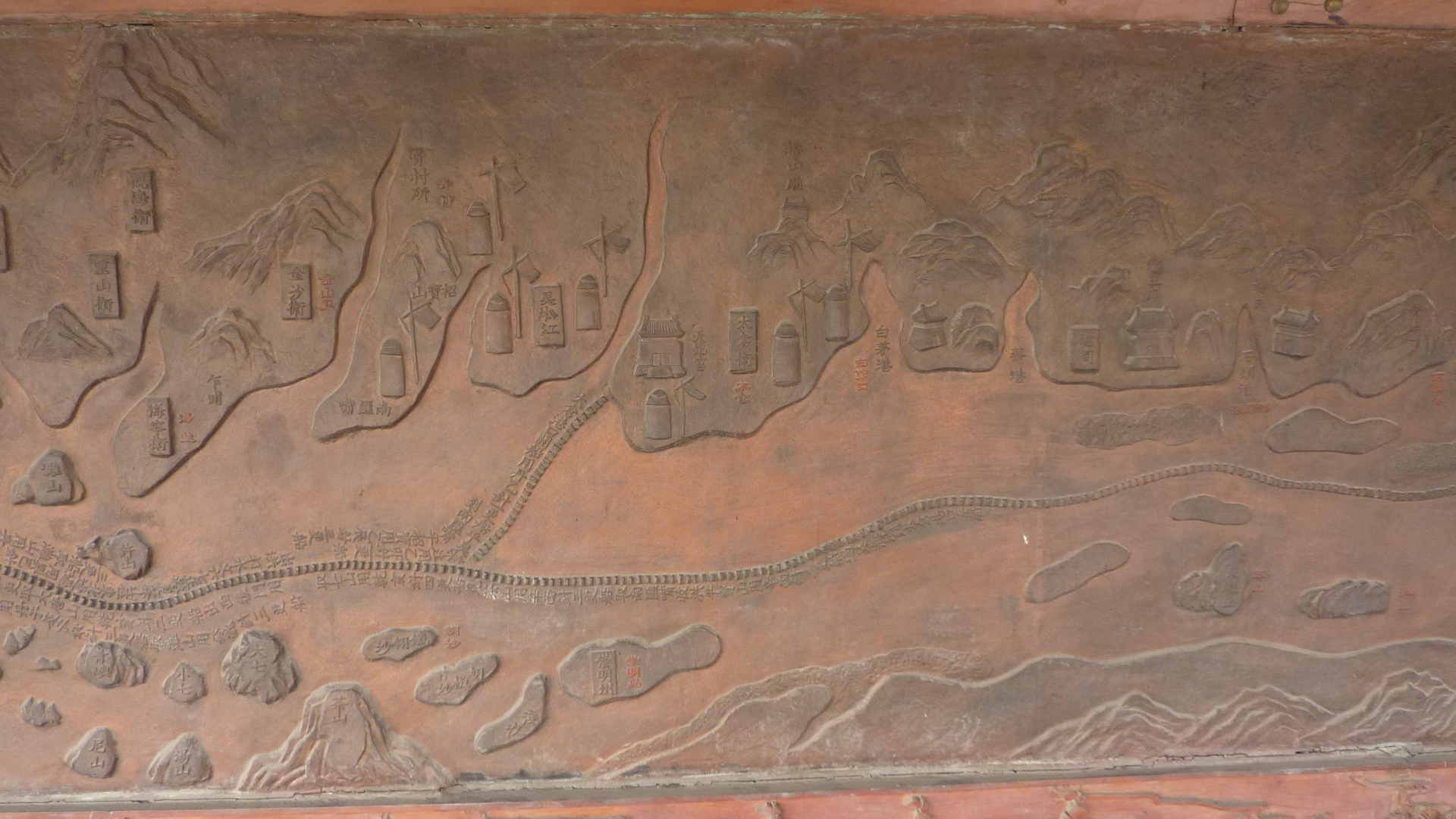
Отрезок карты Мао Куня (показывающий низовья Янцзы близ Люцзягана), воспроизведенной в бронзе в нанкинском Парке судоверфи кораблей-сокровищниц

«Карта Мао Куня» (англ. the Mao Kun Map, кит. 茅坤图) — принятое среди западных историков название единственной дошедшей до наших дней китайской карты Минской эпохи, показывавшей морские пути, использовавшиеся во времена плаваний Чжэн Хэ (1401—1433). В Китае часто именуется просто «навигационная карта Чжэн Хэ» (郑和航海图).

## Происхождение и название карты
Время создания карты Мао Куня точно неизвестно. Она дошла до современных исследователей благодаря тому, что была включена в энциклопедию «Убэй чжи» («Записки об оружии и [военном] снаряжении»), составленную в 1620-х годах, то есть почти два века спустя после завершения плаваний Чжэн Хэ. Первоначально карта представляла собой свиток длиной 560 см и шириной 20,5 см, но для вшивания в книгу она была разделена на 40 листов. Она содержится в последнем, 240-м цзюане энциклопедии.
В некоторых публикациях эту навигационную карту называли просто «карта из 'Убэй чжи'» (англ. the Wu pei chi map), но так как в «Убэй чжи» имеются и другие карты, за этой картой закрепилось название, связывающее её с именем Мао Куня (1512—1601), чей внук Мао Юаньи (кит. 茅元仪) (1594 — ок. 1641) составил энциклопедию «Убэй чжи». Высокообразованный человек разносторонних интересов и известный библиофил, Мао Кунь в молодости занимал ряд важных гражданских и военных постов по всему Китаю. После вынужденного ухода в отставку и возвращения на родину в Чжэцзян Мао Кунь консультировал по военным вопросам своего друга Ху Цзунсяня, занятого борьбой с пиратами. Историки полагают, что именно Мао Кунь понял ценность этой карты и написал предисловие к ней, также включённое в «Убэй чжи».
Историки согласны с тем что, как указывает и предисловие к карте, она несомненно основывается на данных, собранных во время плаваний Чжэн Хэ (1401—1433). Её существование показывает, что несмотря на уничтожение большинства архивных документов, относящихся к этим плаваниям, ещё в XV в., определенное количество документальной информации о плаваниях эры Юнлэ продолжало сохраняться среди минских военных специалистов.
По мнению исследователя плаваний Чжэн Хэ Дж. В. Г. Миллса, карты такого типа могли изготовляться в значительном количестве, для снабжения всех судов флота Чжэн Хэ. Миллс высказывал предположение, что попавшая в «Убэй чжи» карта обладает чертами незавершенного чернового экземпляра с разного рода ошибками, который не был использован по назначению, и потому смог сохраниться после прекращения плаваний и уничтожения большинства относящяйся к ним документации в официальных архивах.

## Содержание карты
Карта показывает маршруты плаваний от Нанкина вниз по Янцзы; вдоль китайских берегов и далее через Южно-Китайское море в Юго-восточную Азию (Ява, Суматра); и от Суматры по Индийскому океану до Персидского залива (Хормуз) и западного берега Aфрики. Рядом с маршрутами дается связанная с ними навигационная информация: курс, которого надо придерживаться, в терминах китайского компаса с 24 румбами; ожидаемое время пути; положение звёзд — то есть аналог определения широты.
Наподобие древнеримских путевых карт, таких как знаменитая Пейтингерова таблица, карта Мао Куня не имеет точного масштаба, и не пытается показать точные очертания континентов и островов.
Пеллио (1933) считал, что карта была составлена в эпоху плаваний Чжэн Хэ на основе арабского прототипа.  Миллс не отрицал арабского влияния, но считал его степень более ограниченным.

Пособие для навигации по звёздам на карте Мао Куня
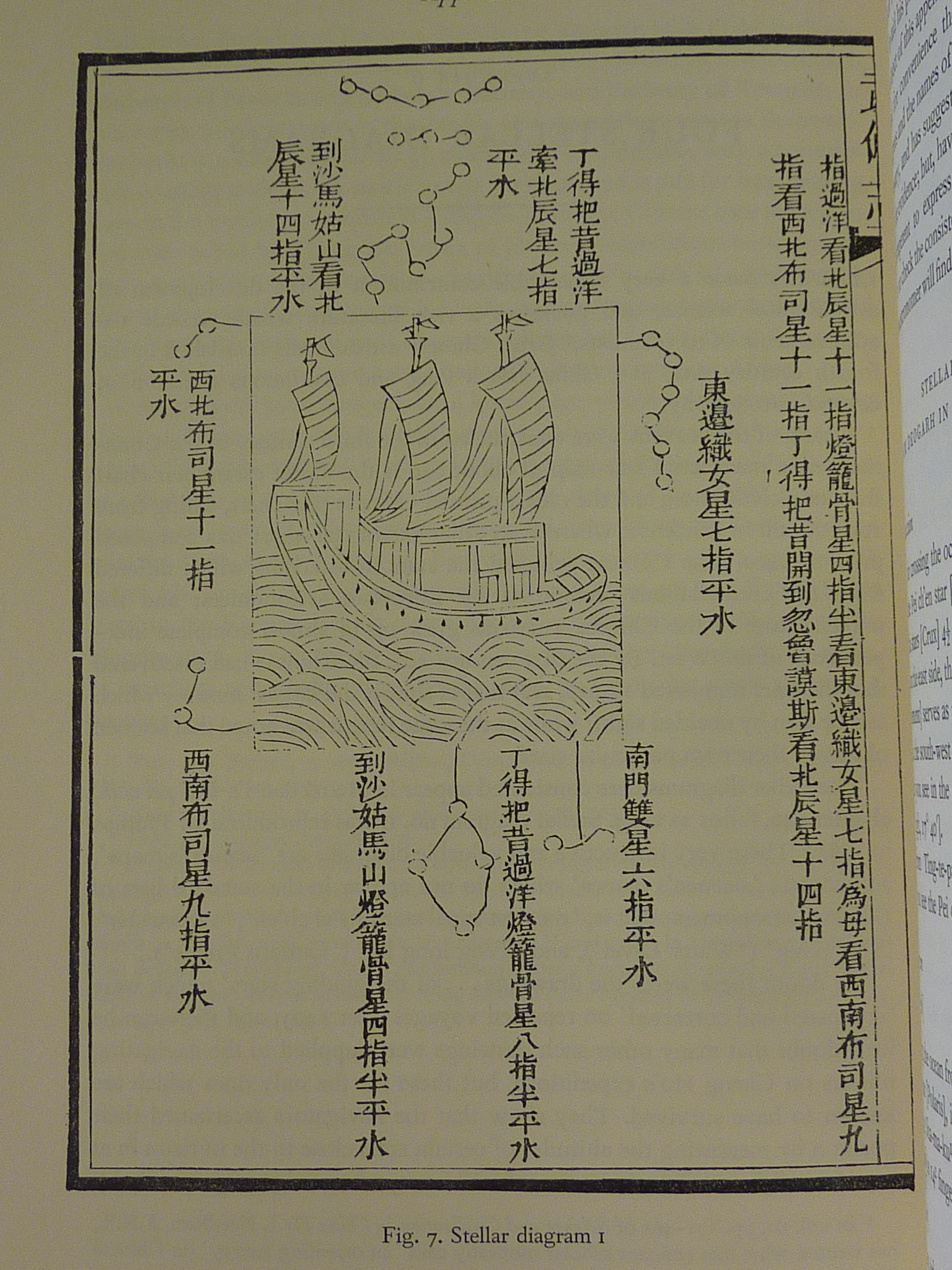
1. Плавание из Индии (Девгар, Devgarh, 丁得把昔) в Хормуз
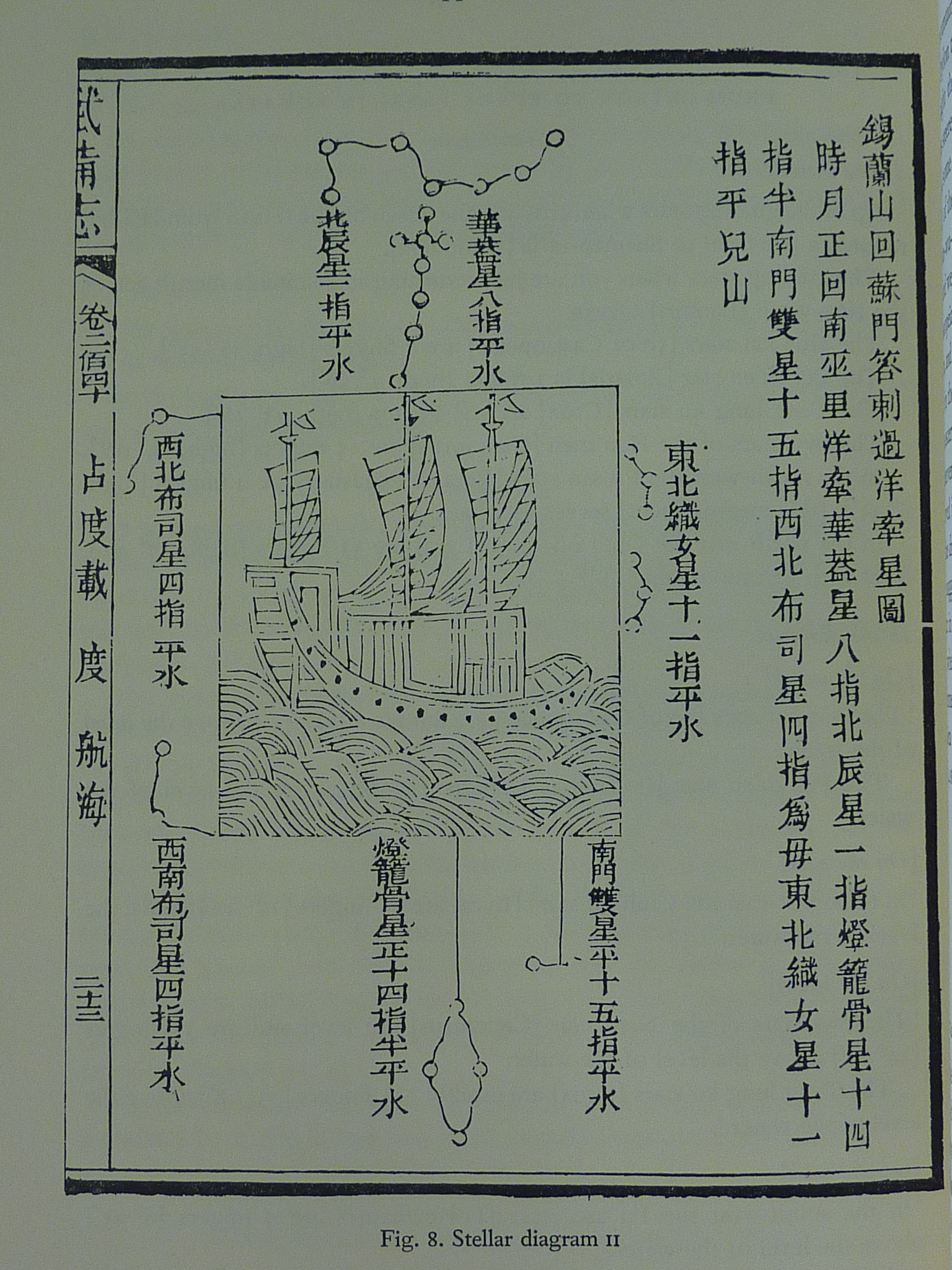
2. Возвращение с Цейлона на Суматру
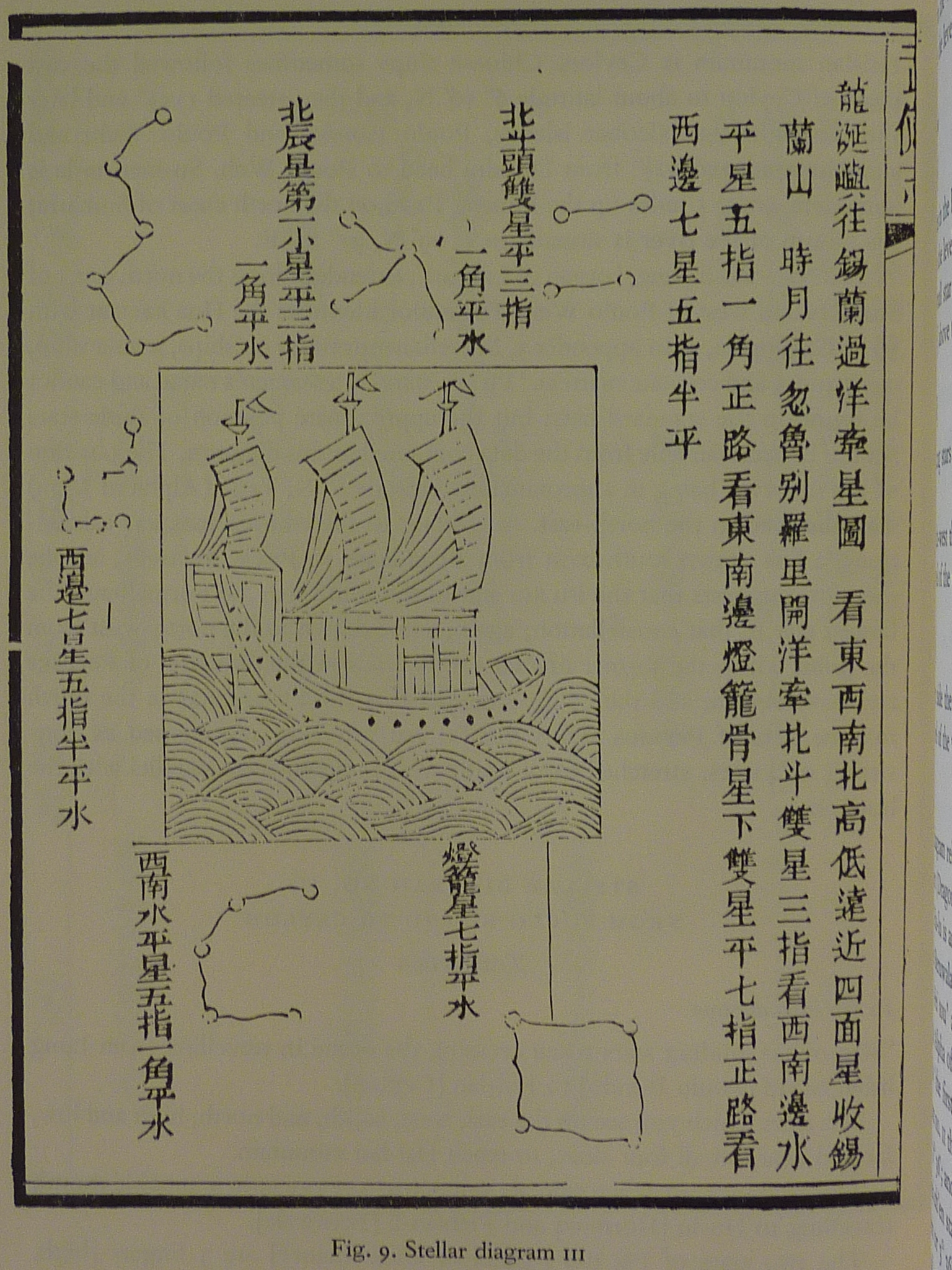
3. Плавание с северной Суматры (Poulo Rondo - 龙涎屿) на Цейлон
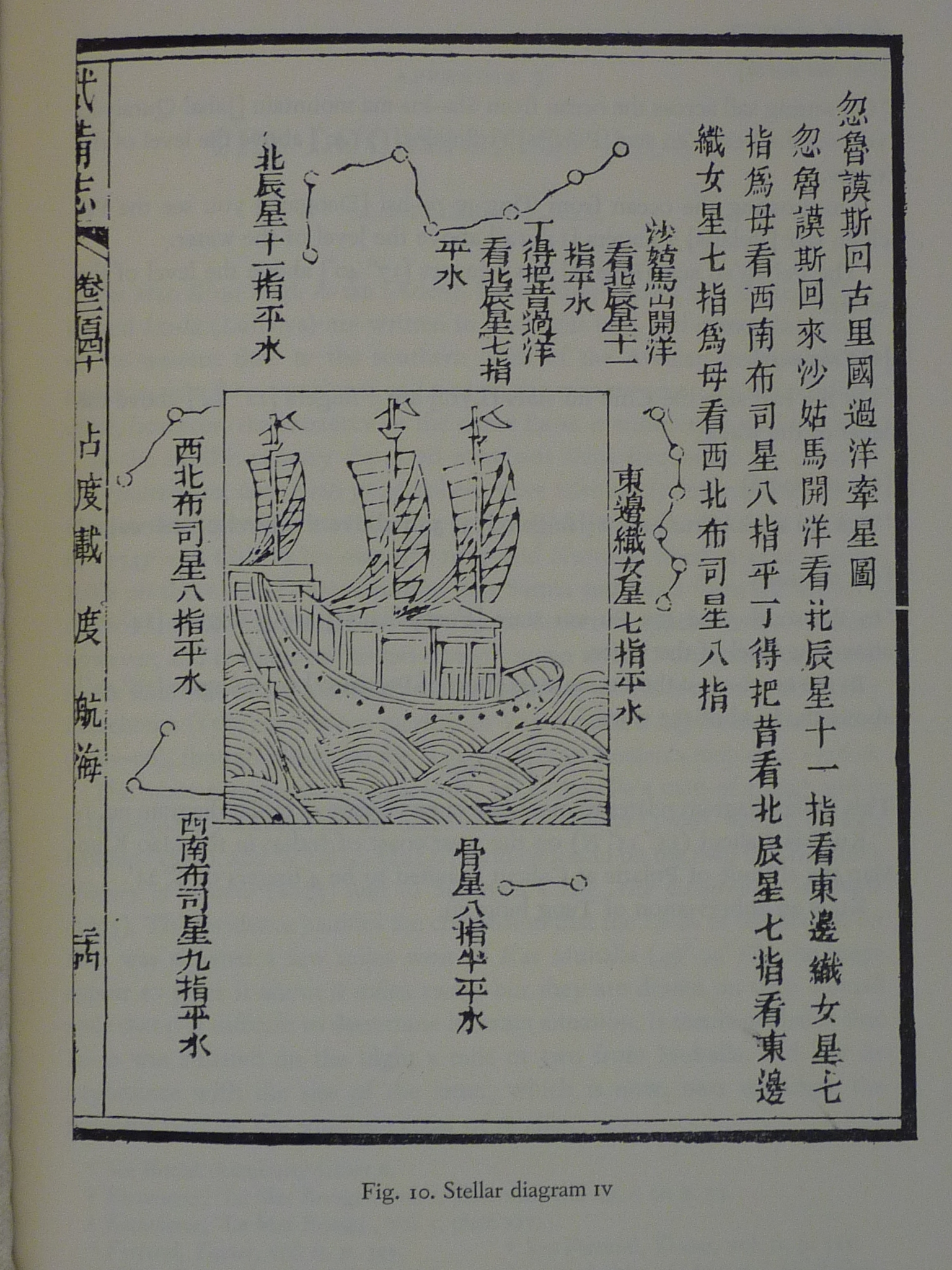
4. Возвращение из Хормуза на Цейлон

## Интерпретация географических названий

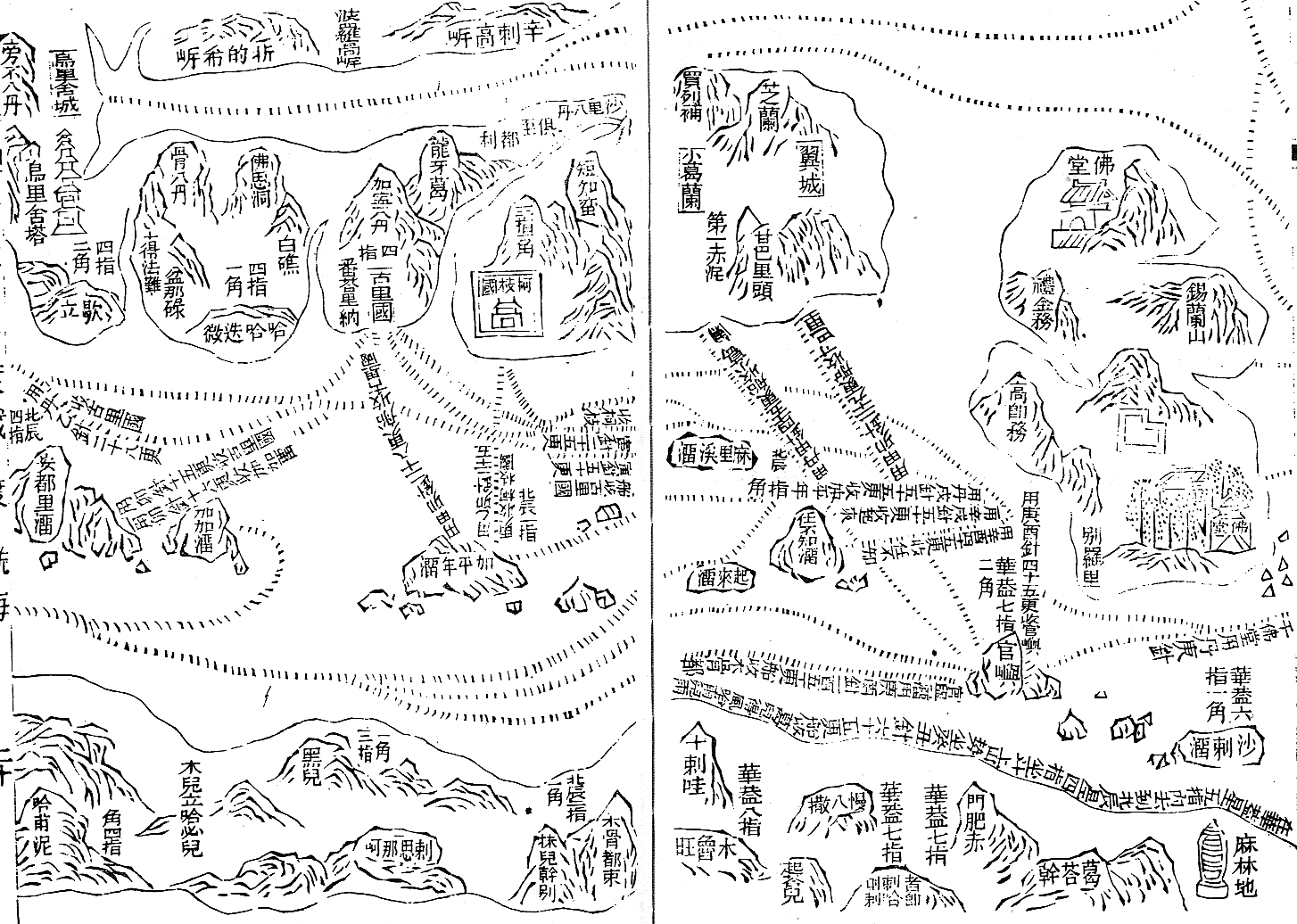
Фрагмент карты Мао Куня, показывающий бассейн Аравийского моря. Север слева, восток вверху. В правом верхнем углу — остров Цейлон (錫蘭山，Силаньшань — остров/гора Силань); в правом нижнем углу — порт Малинди (麻林地, Малиньди). (Возможно, 麻林地 на самом деле не Малинди, а значительно более южный порт Килва-Кисивани или даже остров Мозамбик)

По подсчётам Миллса, на карте Мао Куня можно найти 499 географических названий, подавляющее большинство которых можно довольно уверенно интерпретировать, сравнивая их, например, с топонимами из арабских и португальских источников. Многие названия, присутствующие на карте, встречаются (иногда в других версиях написания) в дошедших до нас мемуарах участников плаваний Чжэн Хэ (Ма Хуань, Фэй Синь, Гун Чжэн), а некоторые — и в официальных историях периода («Мин шилу», «История Мин»).
В некоторых случаях, однако, полной определенности не существует, и исследователями карты высказывалось несколько предположений о том, чему соответствует то или иное название. Так, естественно думать, что находящийся в самом дальнем от Китая углу карты город 麻林地 (Малиньди) — это важный порт Малинди (в современной Кении), что сопоставимо и с упоминанием «страны Малинь» в «Истории Мин». Однако Малиньди на карте Мао Куня находится к югу от города 慢八撒 «Маньбаса» (Момбаса), тогда как в реальности Момбаса южнее Малинди. Соответственно, существует версия, по которой 麻林地 (Малиньди = «земля Малинь») на карте на самом деле не Малинди, а значительно более южный порт Килва-Кисивани (в современной Танзании); по этой версии 麻林 (Малинь) есть китайское название для правившей в Килве династии Махдали.). Миллс также считал, что «Маньбаса» — это Момбаса, а находящийся дальше к югу 葛荅幹 «Гэдагань» — это остров Китангонья (на севере современного Мозамбика); а поскольку «Малиньди» на карте находится южнее этого «Гэдагань», это возможно остров Мозамбик, также бывший в XV в. важным торговым центром.